# スバーロ

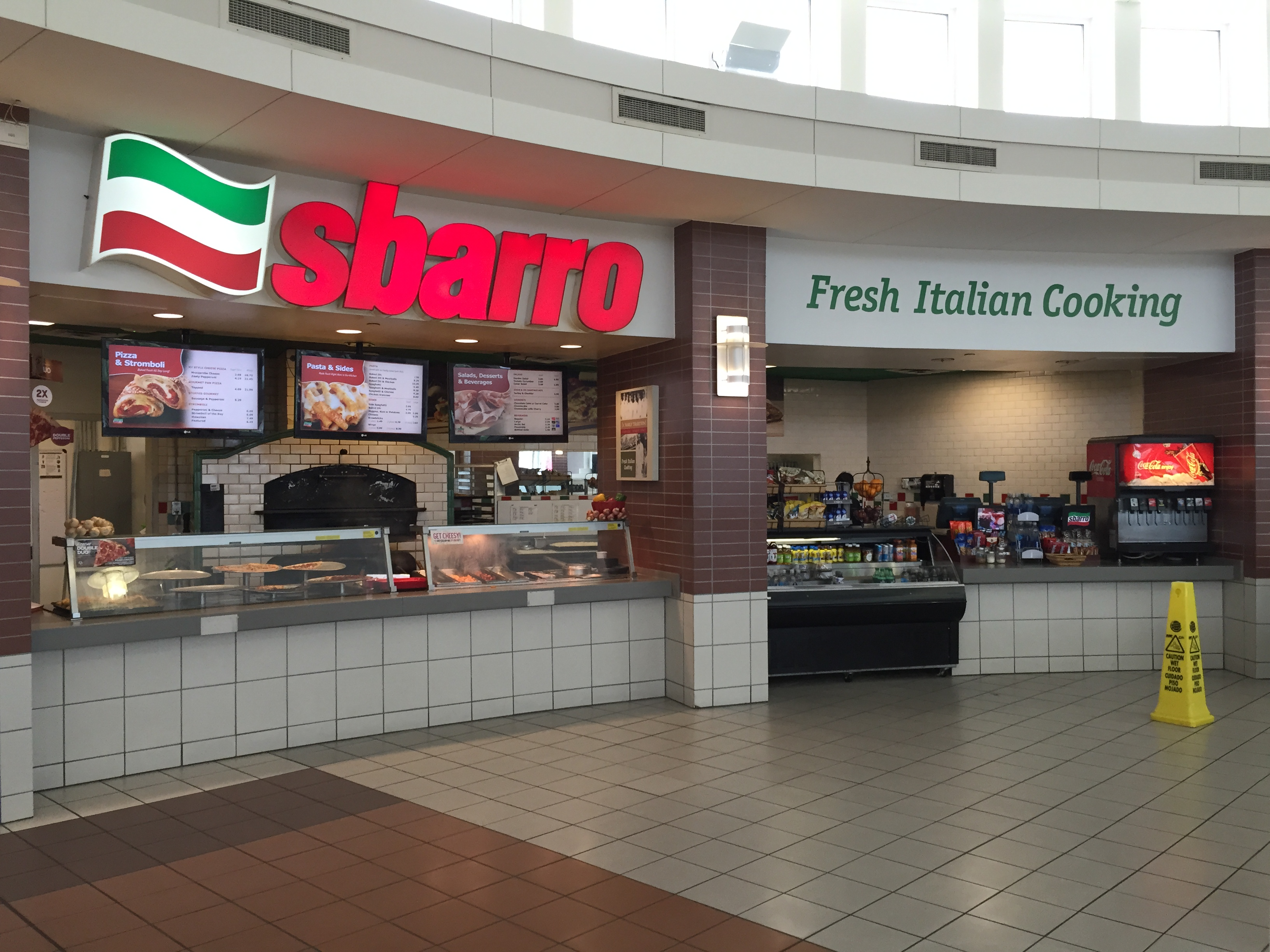
スバーロの店舗

スバーロ(sbarro)は、アメリカ合衆国ニューヨーク市ブルックリン区で1956年に創業した、ピザのファストフードレストランである。
「スバーロ」は創業者の姓である。世界40ヵ国以上で1,000店舗以上展開している。

## 概要
1956年、スバーロ一家がイタリアから移住して、マンハッタンでグロサリーストア（食品雑貨店）を創業。
その後イタリア料理の販売も始め、1967年からは、「QSR（クイックサービス・レストラン）」を名乗る。
2007年以降は、経営権が投資グループ「MidOcean Partners」に代わる。

### 倒産
2011年4月4日、約3億7500万ドルの負債を抱え倒産した（倒産裁判所へ「連邦倒産法第11章」の適用を申請）。しかし、債権者側と事前に「債務削減約2億ドル」という合意を得ていたため、店舗営業は継続。

## メニュー
メニューはピース（カットピザ）、パスタなど。

## 日本での展開
過去に2回ほど進出しているが、いずれも短命に終わっている。
最初は1997年、ダイエーグループの運営で六本木、原宿、東広島などに出店したが、2001年に撤退。
2回目は2010年、合弁会社として株式会社スバーロジャパンを設立し、吉祥寺に1号店を開店し、その後はイオンモールの一部店舗を中心に展開を進めた。しかし、2014年12月19日に株式会社スバーロジャパン、フランチャイジーの株式会社Mana Foods、フランチャイジーのコンサルタント業務を担当していたMusubu Dining株式会社の3社が破産、再び撤退を余儀なくされた。
最後まで営業していた店舗
- イオンモール下妻店（茨城県下妻市）
- 渋谷店（東京都渋谷区） - 第2次日本再進出時第2号店 （2010年3月21日 - 閉店日不明）[5]
- イオンモール甲府昭和店（山梨県中巨摩郡）
- ハウステンボス ワールドバザール店（長崎県佐世保市）
- ハウステンボス フリーゾーン店（長崎県佐世保市）
- 美浜アメリカンビレッジ店（沖縄県中頭郡）

過去に存在した店舗
- 吉祥寺店（東京都武蔵野市） - 第2次日本再進出時第1号店 （2010年2月28日 - 10月31日）[6]
- イオン与野店（埼玉県さいたま市）
- イオンモール日の出店（東京都西多摩郡）
- イオンモール浜松志都呂店（静岡県浜松市）